# Kärntner Seen

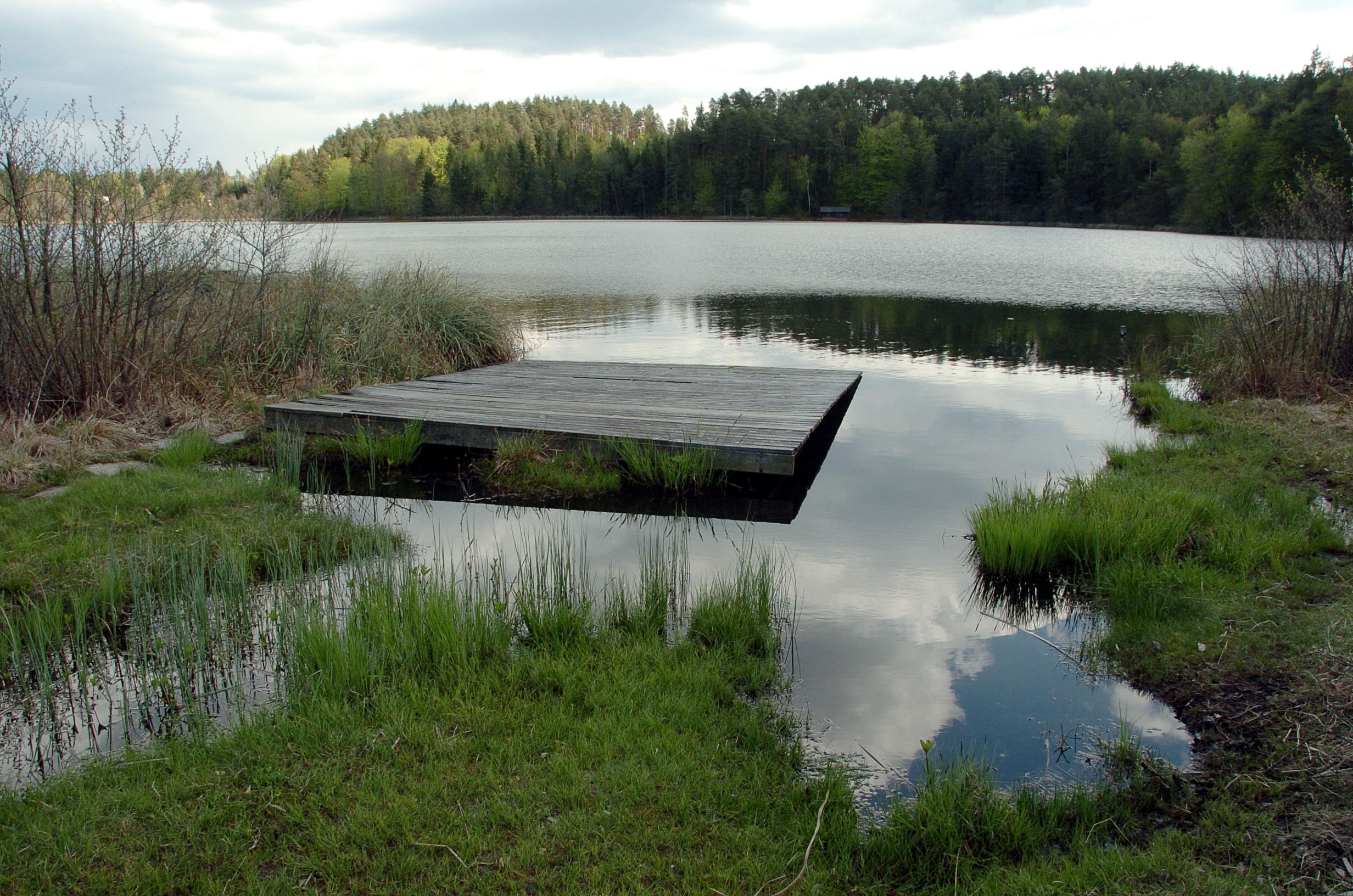
Saisser See in Saisserach (Marktgemeinde Velden)

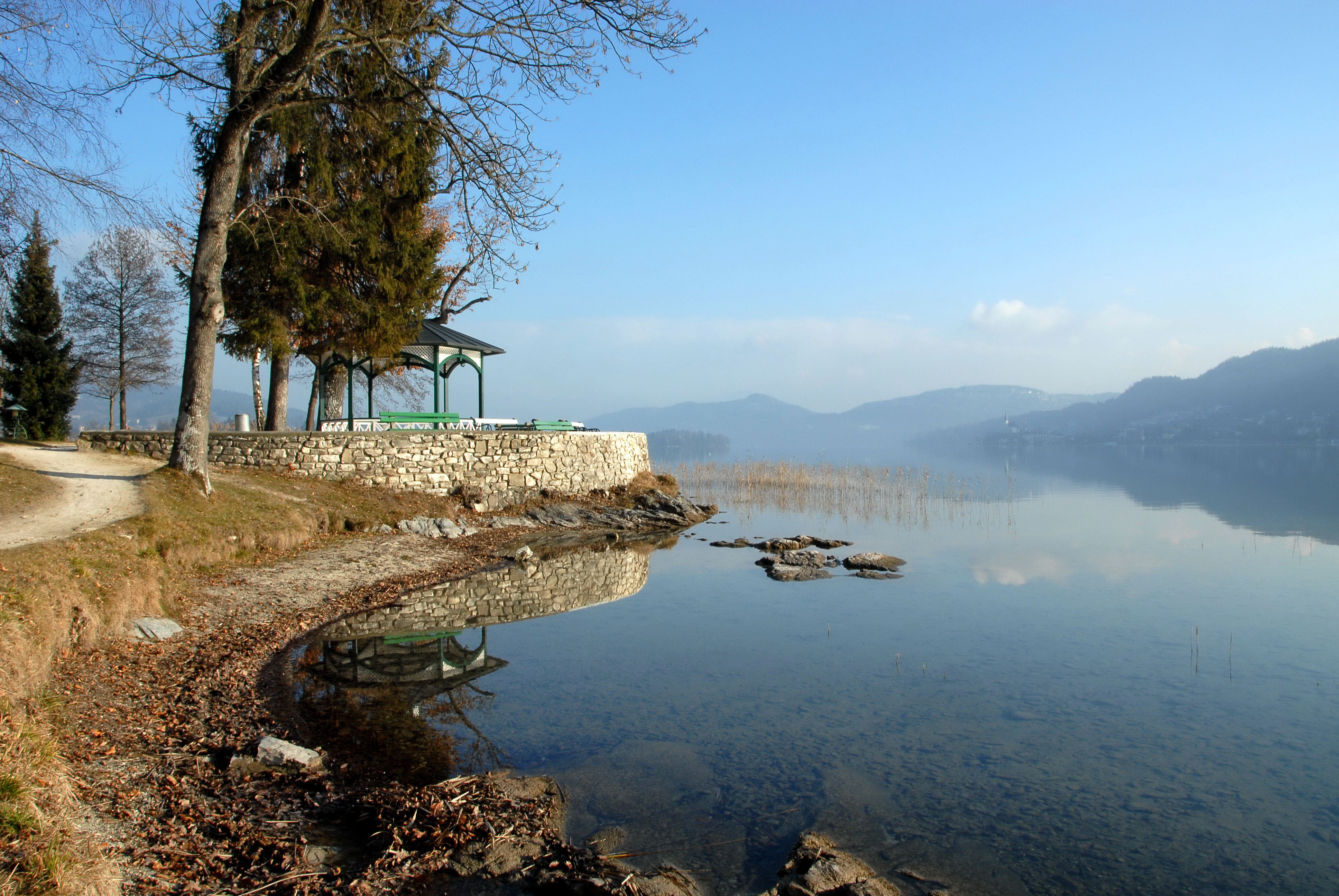
Wörthersee

Da Kärnten reich an Seen ist, hat sich die Bezeichnung Kärntner Seen als Sammelbegriff entwickelt, obgleich er sehr unterschiedliche Seen umfasst: Gebirgsseen wie den Weißensee genauso wie Moorseen wie den Pressegger See, mit Kalkuntergrund oder Urgesteinsuntergrund. Gemeinsam ist fast allen die glaziale Entstehung und die starke Verlandung durch Nährstoffreichtum. Ausnahmen hiervon bilden einerseits Schotterteiche wie der Silbersee, andererseits Stauseen wie der Freibach-Stausee, die künstlich geschaffen wurden.

## Beschreibung
Die Gesamtfläche der Seen in Kärnten ist im Vergleich zu anderen Gebieten nicht sonderlich groß. Bemerkenswert ist jedoch die Vielfalt und Vielgestaltigkeit der Seen auf kleinem Raum. Eine Besonderheit ist vor allem die hohe Oberflächentemperatur während der Sommermonate. Die Kärntner Seen sind deshalb ein bedeutender Faktor im Tourismus.
In Kärnten gibt es 1270 stehende Gewässer. Davon liegen 670 über 1000 m ü. A.. Die Gesamtfläche aller Seen beträgt rund 60 Quadratkilometer, davon nehmen allein die vier größten (Wörthersee, Millstätter See, Ossiacher See, Weißensee) 50 Quadratkilometer ein. Der Faaker See, der Keutschacher See und der Klopeiner See sind über einen Quadratkilometer groß. Der tiefste See ist der Millstätter See mit 141 Metern, gefolgt vom Oscheniksee mit 116 m vor dem Aufstau sowie dem Weißensee mit 99 Metern. Der Millstätter See ist auch mit 1228 Millionen Kubikmeter der wasserreichste See, noch vor dem Wörthersee mit 840 Millionen Kubikmeter.

## Die Entstehung der Seen
Die großen Kärntner Talseen (wie Wörthersee, Millstätter See, Ossiacher See) entstanden meist in der Zeit des Rückzuges der Gletscher am Ende der letzten Eiszeit. Sie wurden jedoch nicht einfach durch die eiszeitlichen Ablagerungen aufgestaut. Ihre Becken waren tektonisch durch alte Talfurchen vorgegeben. Sie liegen in tiefen Felswannen, die durch die Gletscher in geologischen Zerrüttungszonen ausgeschürft wurden. Aus diesem Grund gibt es in den östlichen Teilen (wie im Lavanttal), die nicht vereist waren, so gut wie keine Seen.
Die Kleinseen in der Umgebung von Villach, beispielsweise der Magdalensee, sind Toteislöcher. Beim Rückzug des Draugletschers blieben große Eisblöcke im Moränenmaterial zurück. Nach dem Abschmelzen blieben die Einsenkungen der heutigen Kleinseen zurück.
Die meisten Talseen liegen auch abseits der Haupttäler. Dies bewahrte sie vor einer raschen Zuschüttung. Gleichzeitig bewirken die meist kleinen Zuflüsse eine lange Wasseraustauschzeit, was wiederum die sommerliche Erwärmung fördert. Das kleine Einzugsgebiet bewirkt auch relativ geringe Schwankungen des Seespiegels im Jahresverlauf.

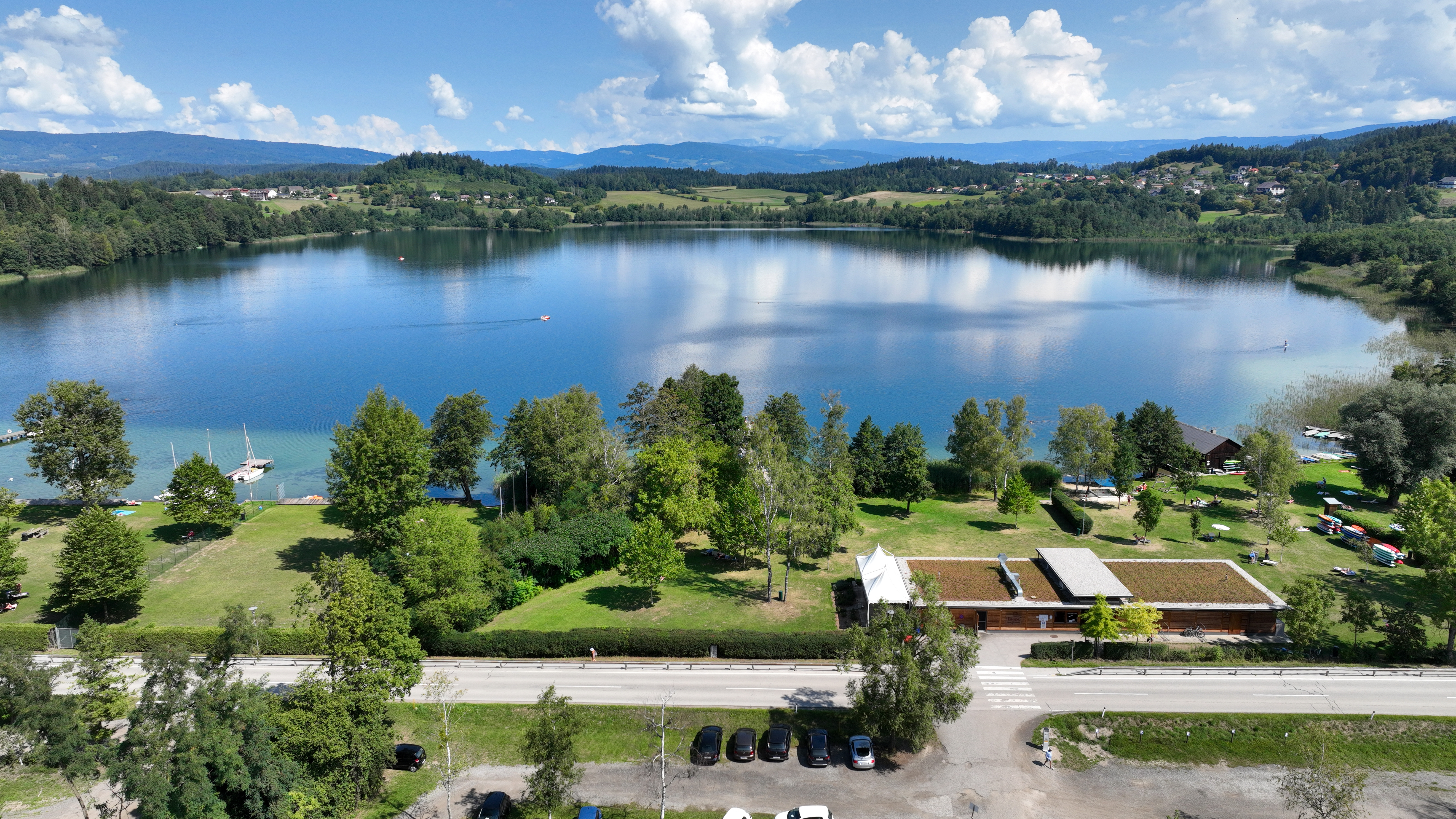
Längsee
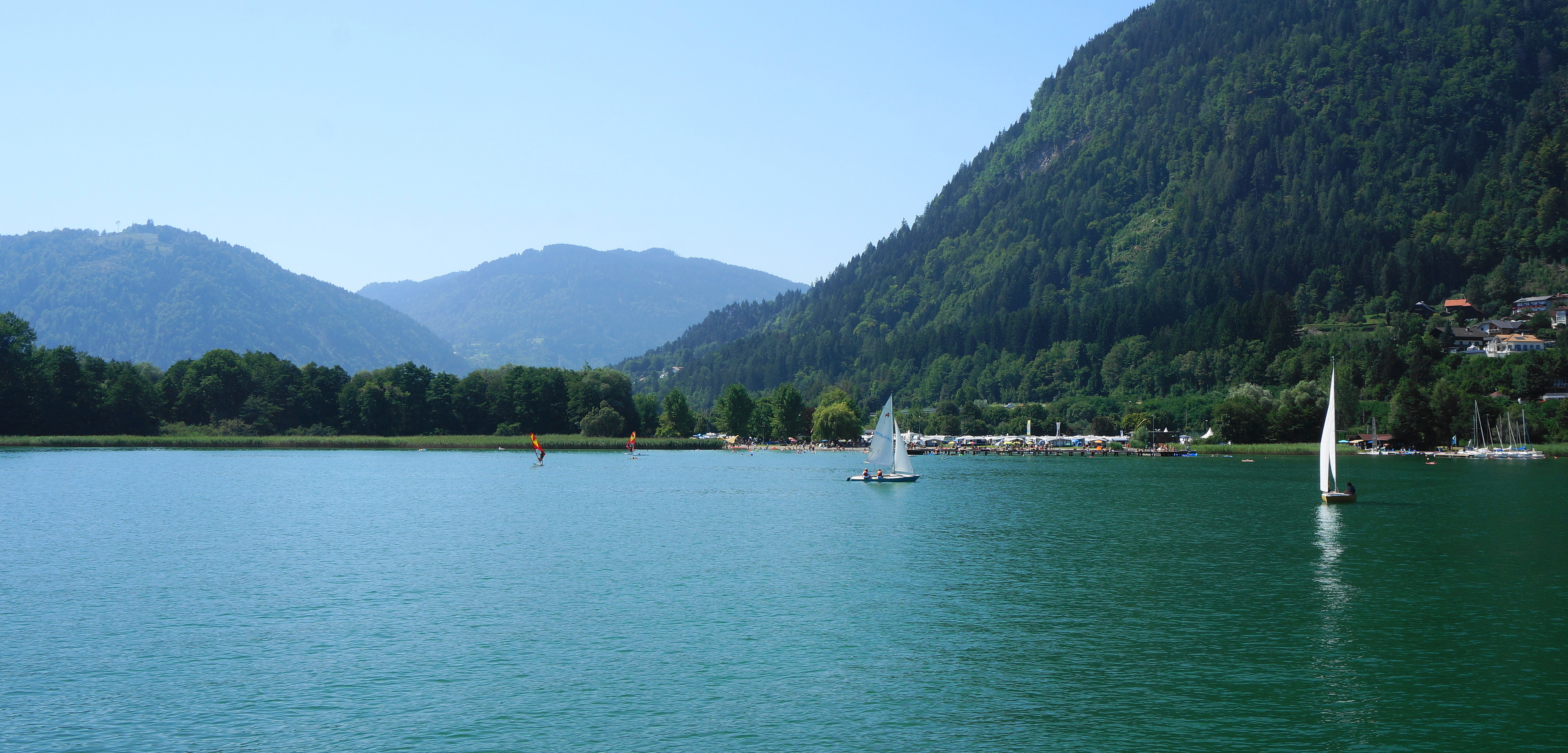
Ossiacher See
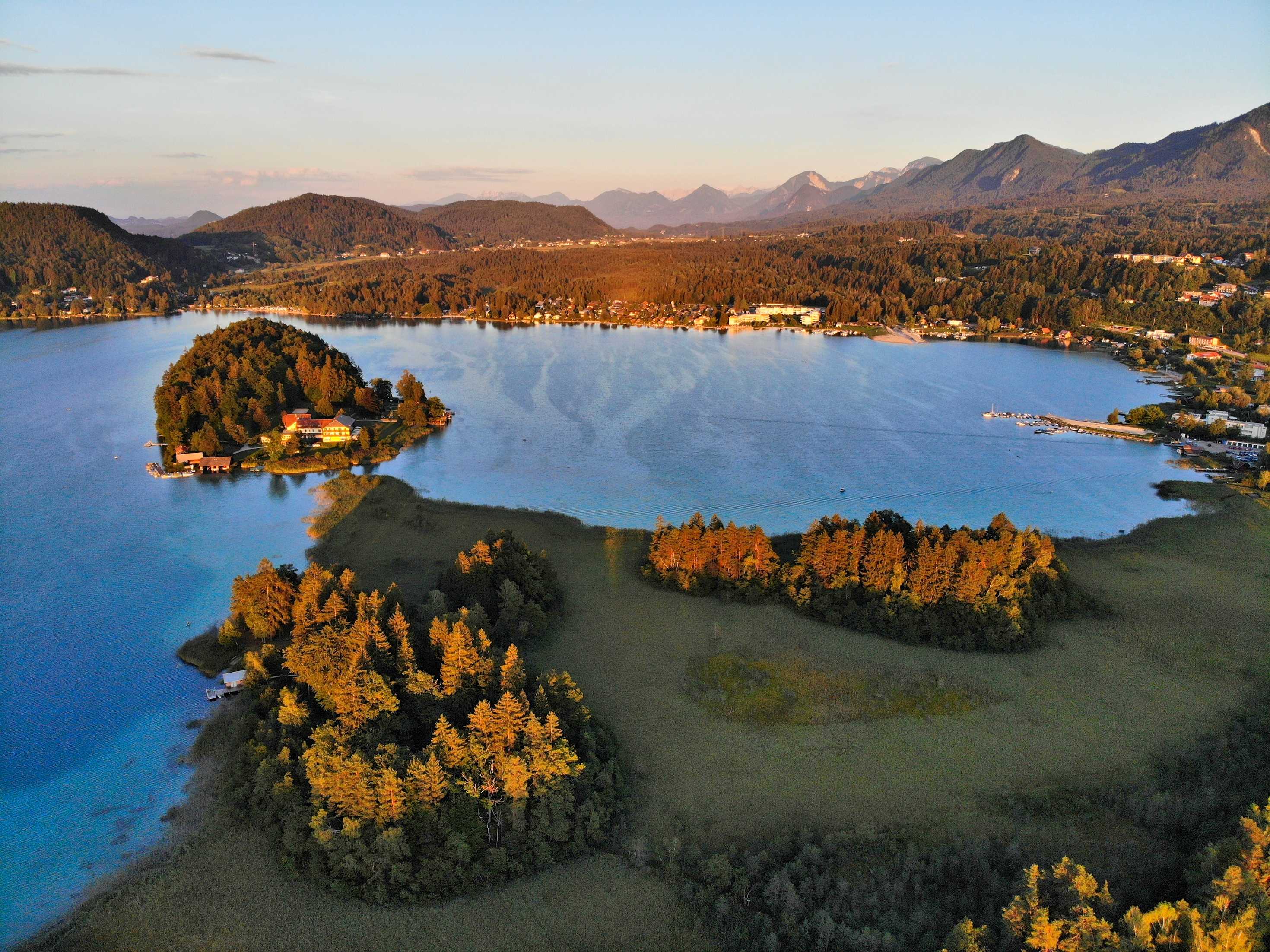
Faaker See
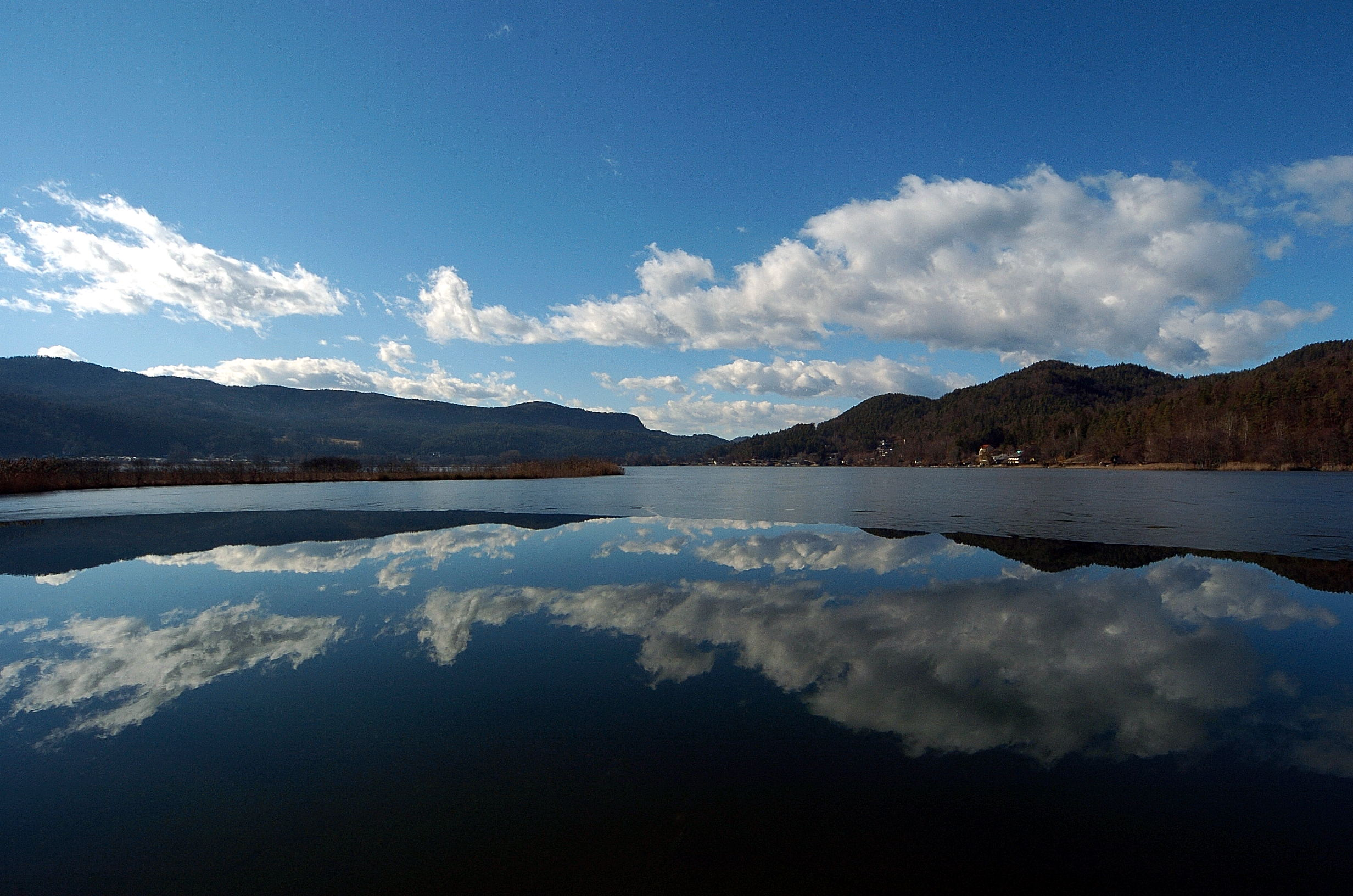
Keutschacher See
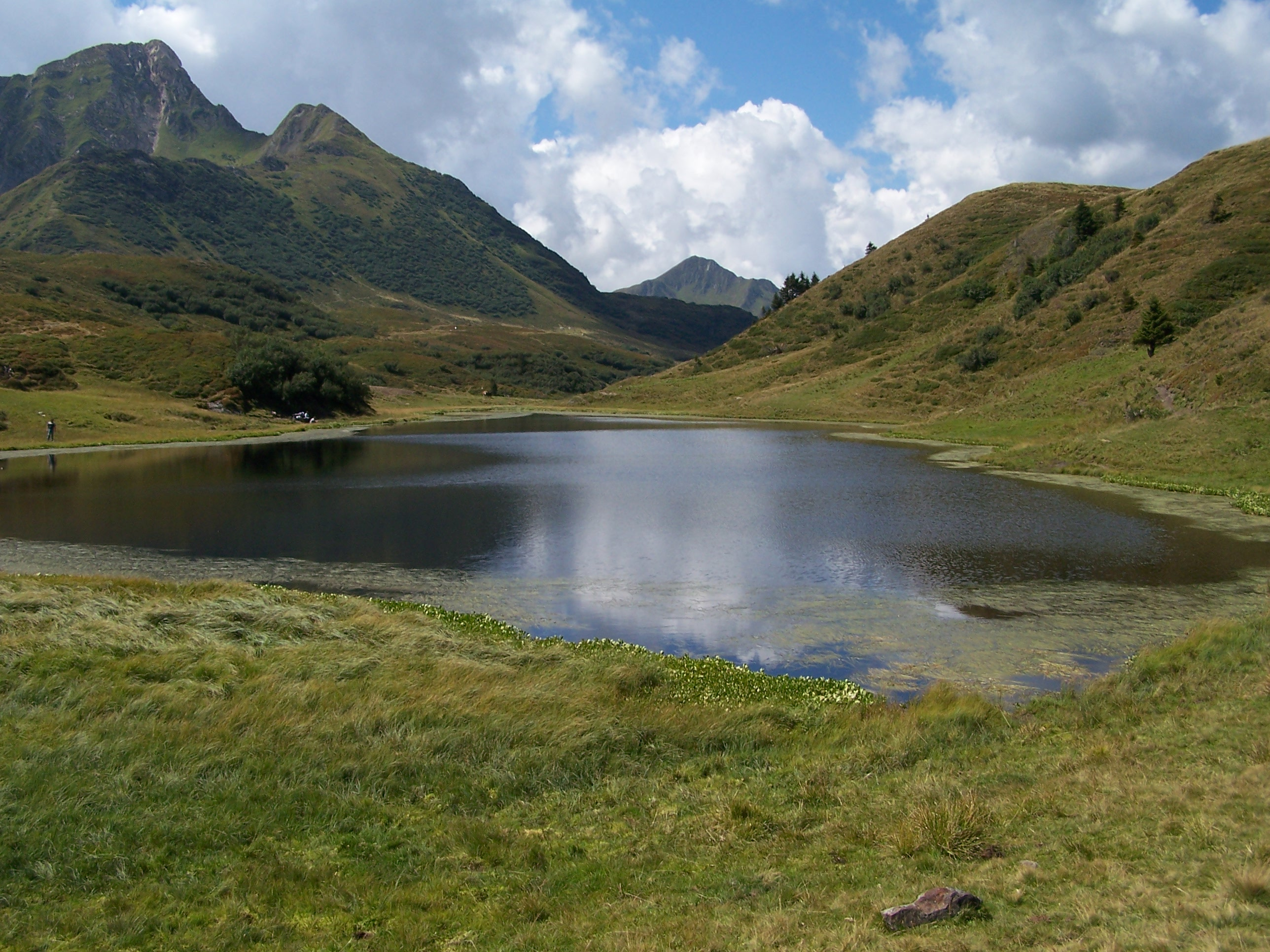
Zollnersee
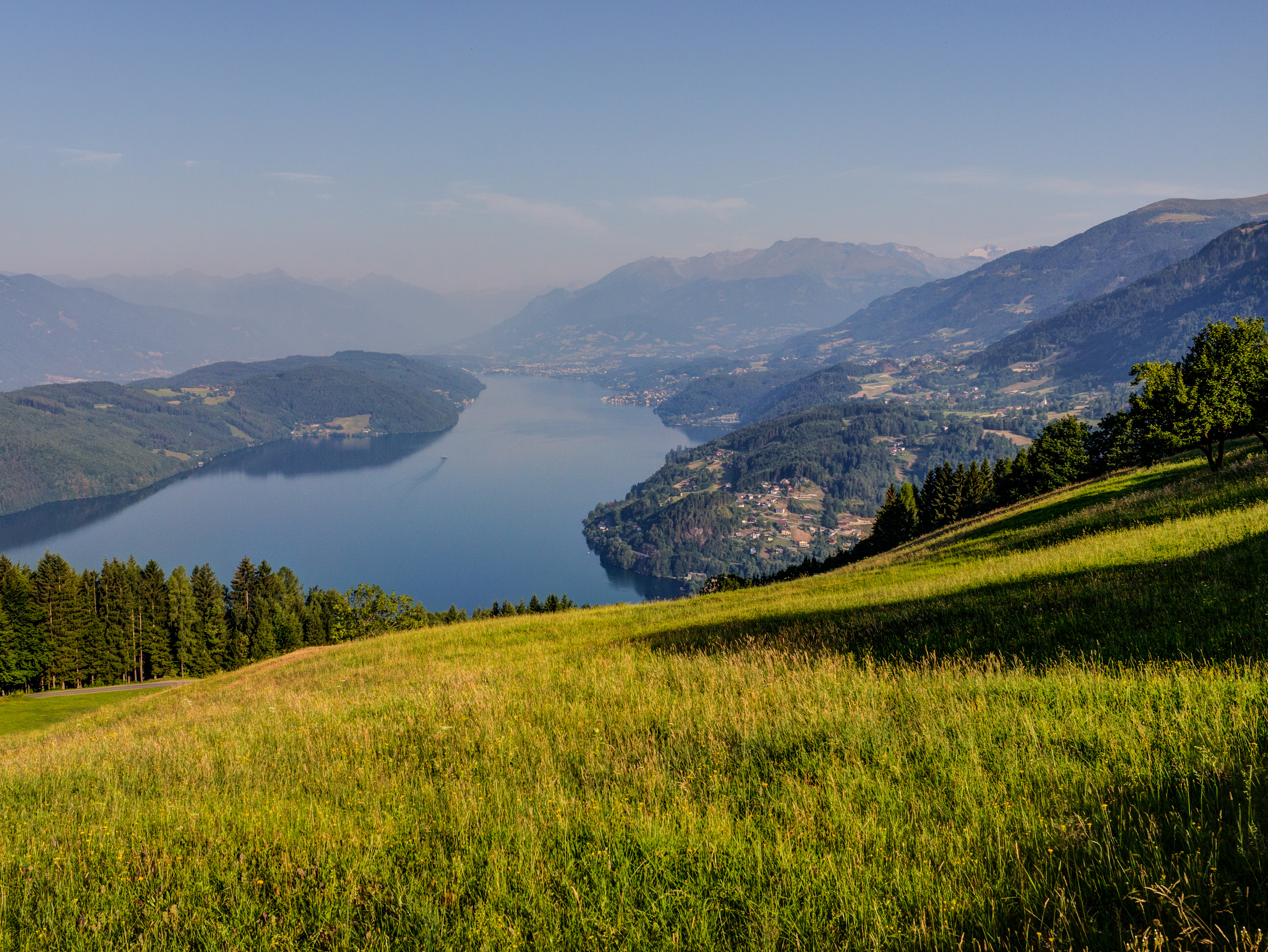
Millstätter See

## Wasserkörper

### Hohe Temperatur im Sommer
Die meisten der Badeseen erreichen in der Regel Mitte Juni eine Temperatur von 20 °C, die sie oft bis in den September beibehalten. Der Höhepunkt der Erwärmung fällt in die zweite Julihälfte.
Die hohe Temperatur vieler Kärntner Seen ist durch die Kombination folgender Faktoren verursacht:
- Geringe Durchflutung
- Intensive Sonneneinstrahlung
- Windarmut

Da der Wind für eine Durchmischung des Seewassers bei den tieferen Seen nicht ausreicht, wird nur die oberste Wasserschicht durchmischt. Im Verlaufe des Frühsommers entwickelt sich eine Warmwasserschicht von meist fünf bis acht Metern. Der leichtere Warmwasserkörper erreicht meist 22 bis 26 °C, in Buchten oder Ufernähe sind auch Temperaturen von 26 bis 28 °C keine Seltenheit. Dieser Warmwasserkörper (Epilimnion) ist vom tieferen Kaltwasserkörper (Hypolimnion) durch eine Sprungschicht (Metalimnion) getrennt, wo die Temperatur binnen weniger Meter auf rund 4 °C absinkt.
Im Herbst wird diese Schichtung durch Abkühlung abgebaut. Danach kann der Wind den gesamten Wasserkörper umwälzen (Holomixis). Dies trifft nicht auf alle Seen zu. Einige sind durch die seltene Teildurchmischung oder Meromixis gekennzeichnet.

### Meromixis
Bei meromiktischen Seen reicht die Windenergie im Herbst und Frühjahr nicht aus, die gesamte Wassermasse eines Sees umzuwälzen. Dadurch bleibt ein grundnaher Wasserkörper das ganze Jahr von der Durchmischung ausgeschlossen. Zu diesen teildurchmischten Seen zählen Wörthersee (Durchmischungstiefe 45–60 Meter), Millstätter See (50–80 Meter), Weißensee (40–60 Meter), Klopeiner See (30 Meter), Längsee (15 Meter) und Goggausee (8 Meter). Die Durchmischungstiefe ist von den jährlichen Witterungsverhältnissen abhängig. Das Phänomen der Meromixis wurde in den 1930er Jahren von Ingo Findenegg an den Kärntner Seen erstmals beschrieben.
Die fehlende Durchmischung führt zum völligen Fehlen von Sauerstoff in diesem Bereich und damit auch zum Fehlen jeder tierischen Besiedlung. Diese Sauerstoffarmut ist aber keine Folge von Seeverschmutzung, ist doch zum Beispiel der Weißensee einer der saubersten Alpenseen.

## Nutzungsaspekte

### Freier Seezugang
Seit den 1950er Jahren sind zunehmend private Grundstücke, aber auch solche der öffentlichen Hand eingezäunt worden. Während schon ab 1980/1990 etwa am oberösterreichischen Attersee frei zugängliche Seegrundstücke geschaffen wurden, so etwa in Litzlberg, wurde Entsprechendes in Kärnten erst in den letzten Jahren moniert, insbesondere, dass der Wörthersee „zunehmend privat werde“. So ist etwa am Kraftwerk Forstsee seitens des Betreibers Kelag Badeverbot am kleinen Steg im Wörthersee ausgeschildert, um den Steg für – sehr rares – Anlegen für Motorboote frei zu halten (Stand 2010/2015). Eine vom Land Kärnten in Auftrag gegebene und 2016 fertiggestellte Studie ergab, dass an den 10 größten Kärntner Seen von 150 öffentlichen Uferflächen nur 40 – also etwa ein Viertel – für Menschen allgemein frei zugänglich sind.
„Die Seen müssen zugänglich und erlebbar sein, und das das ganze Jahr“, propagiert Tourismusreferent Christian Benger (ÖVP) im Sinne der Erwartungen von Kärnten-Besuchern. Studienautor Manfred Kohl plädierte „für mehr großflächige, freie Zugänge.“ Er stellt schon für 2017 in Aussicht, dass 5 alte Strandbäder geöffnet werden könnten. Am Maßnahmenplan stehen auch die Verlängerung der Öffnungszeiten von Strandbädern, die Öffnung von Hotel-Bädern außerhalb der Betriebszeiten sowie eine landesweite Haftpflichtversicherung der bzw. für die Betreiber. Schon 2016 wurde am Nordufer des Wörthersees ein neuer Zugang geschaffen.

### Motorboot-Lizenzen
Kärntenweit gibt es (Stand September 2016) 444 Lizenzen für (Verbrennungs-)Motor- und 625 für Elektro(motor)boote. Davon wurden allein für den Wörthersee 330 bzw. 500 vergeben. Nachdem in vergangenen Jahren die Weitergabe von Lizenzen gegen privat verlangte Ablösen bis zu mehreren hunderttausend Euro insbesondere am Wörthersee üblich war, wurde nach einer Gerichtsentscheidung im April 2016 am 3. Oktober 14.00 Uhr ein öffentliches Vormerkverfahren des Landes für Lizenzen für die 3 Seen Wörthersee, Ossiacher und Millstätter See gestartet. In den ersten 5 / 10 Minuten bzw. 2 Stunden gab es 1.900 / 4.500 / 5.440 Anmeldungen von Interessenten. Derzeit sind keine Lizenzen zu vergeben. Der Jachtclub beklagte die „überfallsartige“ gesetzliche Neuregelung, aktuelle Lizenzinhaber werden gleichsam enteignet, da die Lizenzen ab sofort keinen Ablösewert mehr hätten. Die Weitergabe bestehender Lizenzen kann ausnahmsweise jedoch noch im Fall gewerblicher Nutzung, bei Erbschaft, Scheidung oder Auflösung einer Partnerschaft erfolgen.

## Tabellarische Übersicht
| Name                    | Slowenische Bezeichnung                | Gemeinde¹              | Fläche (ha) | Länge (km) | Tiefe (m) | Seehöhe (m ü. A.) | Besonderheit |
| ----------------------- | -------------------------------------- | ---------------------- | ----------- | ---------- | --------- | ----------------- | --- |
| Afritzer See            | Cobrško ali Spodnje jezero             | Afritz                 | 48,79       | 1,3        | 22,5      | 752               | |
| Aichwaldsee             | Dobiško jezero                         | Finkenstein            | 3,32        | 0,5        | 7,2       | 634               | |
| Badesee Kirschentheuer  |                                        | Ferlach                | 9,02        |            | 12        | 431               | Künstlicher Badesee |
| Baßgeigensee            | Mlinarjev bajer (birt)                 | Keutschach             | 2           | 0,33       | 2         | 515               | Auch: Müllnersee |
| Brennsee                | Zgornje jezero                         | Feld am See            | 41,193      | 1,3        | 26,3      | 739               | Auch: Feldsee |
| Dietrichsteiner See     |                                        | Feldkirchen in Kärnten | 4           | 0,34       | 4         | 650               | |
| Dösener See             |                                        | Mallnitz               | 13          | 0,7        | 44        | 2270              | Auch: Dösnersee; Karsee |
| Egelsee                 |                                        | Spittal                | 9,35        |            |           | 650               | Auch: Ecksee |
| Faaker See              | Baško jezero                           | Finkenstein            | 220         | 2,3        | 30        | 554               | Privatsee, Insel |
| Falkertsee              |                                        | Reichenau              | 4,32        | 0,3        | 13        | 1870              | |
| Farchtensee             |                                        | Stockenboi             | 11,72       |            | 8,3       | 985               | |
| Ferlacher Badesee       | Boroveljsko pregradno jezero           | Ferlach                | 6,7382      |            | 10        | 420               | Auch: Ressnig-Teich |
| Flatschacher See        |                                        | Feldkirchen            | 2,9999      |            | 3,4       | 680               | |
| Flattnitzer See         |                                        | Glödnitz               | 1,96        |            | 2,8       | 1370              | Auch: Hemmasee |
| Fleetsee                |                                        | Villach                | 1,4         |            | 2,1       | 500               | |
| Forstsee                | Boršt                                  | Techelsberg            | 29          | 1          | 35        | 601               | Oberwasser für Speicherkraftwerk Forstsee (am Wörthersee), wenige Meter Tiefe, etwa 2 m Spiegelschwankung, informelles FKK |
| Freibach-Stausee        | Borovniško jezero                      | Zell                   | 43          | 1,2        | 33        | 736               | Flusskraftwerk |
| Goggausee               |                                        | Steuerberg             | 10,5095     |            | 12        | 775               | |
| Gösselsdorfer See       | Goslinsko jezero                       | Eberndorf              | 32          |            | 3         | 469               | |
| Greifenburger Badesee   |                                        | Greifenburg            | 5           |            | 14,5      | 590               | |
| Großer Mühldorfer See   |                                        | Mühldorf               | 24          |            |           | 2319              | ursprünglich natürlicher Karsee (2284 m), als Speicher der Kraftwerksgruppe Reißeck-Kreuzeck künstlich vergrößert          |
| Grünsee                 | Zeleno jezero                          | Villach                | 1,757       | 0,185      | 6,6       | 490               | |
| Hafnersee               | Habnerjevo jezero                      | Keutschach             | 15,9397     |            | 10        | 508               | |
| Haidensee               |                                        | Glanegg                | 1,38        |            | 6         | 486               | Toteissee |
| Hörzendorfer See        | jezero v Goričji vasi                  | St. Veit               | 6,36        |            | 5         | 517               | |
| Keutschacher See        | Hodiško jezero                         | Keutschach             | 132,7       | 2          | 15,6      | 506               | FKK-Campingplatz |
| Kleinsee                | Malo Jezero                            | St. Kanzian            | 9           |            | 9         | 448               | 20–40 m breiter Seerosen- und Schilfgürtel                                                                                 |
| Klopeiner See           | Klopinjsko jezero                      | St. Kanzian            | 110,6       | 1,8        | 48        | 446               | Wärmster Kärntner Badesee                                                                                                  |
| Kölnbreinspeicher       |                                        | Malta                  | 255         | 4,5        |           | 1902              | größter Stausee Österreichs                                                                                                |
| Kraiger See             |                                        | Frauenstein            | 5,1         |            | 10        | 596               | |
| Längsee                 | Dolgo jezero                           | St. Georgen            | 74,85       | 1,3        | 21,4      | 550               | Entgegen seinem Namen ist der See eher rund                                                                                |
| Leonharder See          | Šentlenartsko jezero                   | Villach                | 2,29        |            | 6,5       | 520               | |
| Linsendorfer See        |                                        | Gallizien              | 3           |            | 7,5       | 403               | |
| Magdalensee             |                                        | Villach                | 14,105      | 0,51       | 5,2       | 486               | |
| Maltschacher See        | Šmadlensko ali Tehanjsko jezero        | Feldkirchen            | 12,9023     |            | 6,7       | 594               | |
| Millstätter See         | Milštatsko jezero                      | Millstatt am See       | 1328        | 11,5       | 141       | 588               | Tiefster und wasserreichster Kärntner See                                                                                  |
| Moosburger Mitterteich  | Možberški srednji bajer                | Moosburg               | 17,3491     | 1          | 3         | 510               | |
| Moosburger Mühlteich    | Možberški mlinski bajer                | Moosburg               | 3,9         |            | 5         | 503               | |
| Naturbadesee Lavamünd   |                                        | Lavamünd               | 0,88        |            | 6         | 350               | |
| Ossiacher See           | Osojsko jezero                         | Ossiach                | 1078,75     | 10,38      | 52,6      | 501               | |
| Penkensee               | Rupratov bajer (birt)                  | Keutschach am See      | 5,16        |            |           | 620               | |
| Pirkdorfer See          | Breško jezero                          | Feistritz ob Bleiburg  | 3,5         |            | 3,5       | 502               | Schotterteich mit natürlichem Zufluss                                                                                      |
| Pischeldorfer Badeteich |                                        | Magdalensberg          | 0,75        |            | 2,4       | 465               | Künstlicher Badeteich |
| Pöllaner Teich          |                                        | Pöllan                 | 1,1         |            |           | 626               | [ 16 ] [ 17 ] [ 18 ] [ 19 ]                                                                                                |
| Pressegger See          | Preseško jezero otudi Pazrijsko jezero | Hermagor               | 55,28       | 1          | 13,7      | 560               | Erhaltener Moorgürtel |
| Rauschelesee            | Rjavško/Rijavško jezero                | Keutschach             | 19,1        |            | 12        | 514               | |
| Saisser See             | Zajzersko jezero                       | Velden                 | 13,3        |            | 6,6       | 593               | Auch: Jeserzer See |
| Silbersee               | Srebrno jezero                         | Villach                | 8,4         |            | 7         | 492               | Schotterteich |
| Sonnegger See           | Ženeško ali Tihojsko jezero            | Sonnegg                | 1,7         |            | 4,5       | 468               | Künstlicher Badesee |
| Spintikteiche           | Špintikov bajer (birt)                 | Keutschach             | 7,6         | 0,4        |           | 560               | Naturschutzgebiet |
| St. Andräer See         | Št. Andrežko jezero                    | St. Andrä im Lavanttal | 2,48        |            | 5         | 393               | Künstlicher Badesee |
| St. Johanner Badesee    | jezero v Št. Janžu                     | Feistritz im Rosental  | 12,08       |            | 13        | 439               | |
| St. Urbaner See         |                                        | Sankt Urban            | 9           |            | 3         | 745               | |
| Stappitzer See          |                                        | Mallnitz               | 3,6         | 0,216      | 6         | 1273              | |
| Strußnigteich           | Strusnikov bajer                       | Moosburg               | 26          |            | 7,8       | 554               | Privatbesitz, Landschaftsschutz                                                                                            |
| Tigringer See           | jezero v Tigrčah/Tigrško jezero        | Tigring                | 1,7         |            | 2         | 546               | FKK-Campingplatz |
| Trattnigteich           |                                        | Schiefling             | 5,31        |            | 3         | 570               | |
| Turnersee               | Zabla(tni)ško jezero                   | St. Kanzian            | 44,1559     |            | 13        | 481               | Erhaltener Moorgürtel |
| Turracher Schwarzsee    |                                        | Reichenau              | 2,6         |            | 4         | 1840              | Bergsee, zum Teil in der Steiermark                                                                                        |
| Turracher See           |                                        | Reichenau              | 19,4339     |            | 33        | 1780              | Auch: Turrachsee; Bergsee, zum Teil in der Steiermark                                                                      |
| Vassacher See           | Vaško jezero                           | Villach                | 4,43        |            | 10,2      | 521               | |
| Wangenitzsee            |                                        | Winklern               | 21,57       | 0,7        | 48        | 2465              | Größter Bergsee Kärntens                                                                                                   |
| Weißensee               | Belo Jezero                            | Weißensee              | 653,1       | 11,6       | 99        | 930               | Höchstgelegener der großen Kärntner Badeseen, Eislauf                                                                      |
| Wernberger Badesee      |                                        | Wernberg               | 4,5         |            | 15        | 492               | |
| Wolayer See             |                                        | Lesachtal              | 3,8         | 0,3        | 13,9      | 1951              | Bergsee |
| Wörthersee              | Vrbsko jezero                          | Klagenfurt             | 1939,75     | 16,5       | 85,2      | 439               | Größter Kärntner See, historische Schiffe                                                                                  |
| Zmulner See             |                                        | Liebenfels             | 1,82        |            | 7,5       | 523               | Auch: Moosebauerteich; Toteissee                                                                                           |
| Zollnersee              |                                        | Dellach im Gailtal     | 1           | 0,21       | 2,8       | 1780              | Bergsee |

¹Ist der See auf mehrere Gemeinden verteilt, so wird zuerst die namensgebende angegeben, sonst die größte.